# Sheikh Hussein
Sheikh Hussein (en guèze : ሼክ ሁሴን) est une ville du sud de l'Éthiopie située dans la zone Est Bale de la région Oromia. La ville abrite un important complexe religieux autour de la tombe du saint musulman médiéval Sheikh Nur Hussein (en). Celui-ci y aurait notamment fait jaillir de l'eau du sol, déplacer des pierres, et guéri des infirmes. Des éthiopiens musulmans comme chrétiens se rendent dans son mausolée en pèlerinage, où son esprit vivrait encore. Là, ils prient, lui adressent des vœux, embrassent les murs, ou se passent de la chaux blanche sur le village. La tradition est de s'y rendre deux fois par an à pied.
Un autre monument s'y trouvant est la grotte du serpent, où Sheikh Hussein se serait retiré à la fin de sa vie, avant de méditer puis mourir. S'y trouve un étroit boyau où la coutume est de se faufiler malgré son étroitesse. Réussir cette épreuve est source de bonne fortune d'après les croyants.

## Situation
Située dans le nord du woreda Gololcha, Sheikh Hussein se trouve à 7° 45′ N, 40° 42′ E autour de 1 400 m d'altitude.
Elle est desservie par la route reliant Delosebro (woreda Ginir de la zone Est Bale) à Micheta (woreda Daro Lebu de la zone Mirab Hararghe) à travers la zone Arsi[réf. souhaitée].

## Histoire et monuments
Sheikh Hussein est inscrit sur la liste indicative du patrimoine mondial depuis 2011 en tant que site religieux, culturel et historique.